# 경안여자중학교
경안여자중학교(慶安女子中學校)는 대한민국 경상북도 안동시 금곡동에 있는 사립 중학교이다.

## 학교 연혁
- 1964년 11월 13일 : 경안여자중학교 설립 인가(9학급)
- 1965년 3월 9일 : 개교 및 입학식
- 1966년 11월 20일 : 학교 법인 경안학원이 협성학원으로부터 학교 인수, 5~8대 이사장 김동숙 취임
- 1966년 11월 30일 : 초대 김인한 교장 취임
- 1972년 3월 1일 : 경안여중, 경안여상 분리
- 1975년 10월 16일 : 금곡동 신축 교사(4층 건물 기공)
- 1991년 12월 10일 : 교사 별관 완공
- 2003년 3월 13일 : 백합관 준공
- 2003년 8월 14일 : 급식소 준공
- 2003년 12월 26일 : 도서관 "샘터" 개관
- 2004년 3월 1일 : 20학급 인가
- 2009년 12월 17일 : 자율학교 지정(교육복지우선지원사업)
- 2020년 4월 8일 : 제32대 이사장 이성수 취임
- 2023년 9월 1일 : 제22대 김정섭 교장 취임
- 2024년 1월 3일 : 제57회 졸업식(156명, 졸업생 총수 20,777명)

## 참고 자료
- 경안여자중학교 - 한국교육학술정보원 학교알리미